# Àvars de Pannònia
Els àvars de Pannònia (grec: Abares, Abaroi, llatí: Avari, Avares) eren un poble nòmada d'Euràsia que va aparèixer a Europa central i oriental en el segle vi. Històricament, se'ls coneix com a àvars, encara que els romans d'Orient els anomenaven pseudoàvars. L'historiador romà d'Orient Teofilacte Simocata distingeix dos grups d'àvars, els vertaders, o Juan-juan, que van dominar Mongòlia al segle v i al 552 en foren expulsats pels turcs orientals (Tou kiue), fins llavors els seus vassalls. És Teofilacte Simocata qui anomena falsos àvars (pseudoàvars/pseudoavaroi) els àvars medievals.
Aquests estarien formats per dues hordes. Els uar o war (dels quals derivaria el nom àvar) i els khuni o kunni (potser huns), anomenats pels romans d'Orient uarkhonitai; els romans d'Orient els consideraven dues tribus dels ogor (uigurs), però això no és possible, ja que els uigurs eren turcs i els àvars de Pannònia eren mongols. Per tant, és possible pensar que es tractaria dels mateixos Juan-juan, clarament mongols, i la distinció entre "vertaders àvars" i "pseudoàvars", únicament derivada de la font romana d'Orient esmentada; seria, doncs, errònia. Si no eren els mateixos Juan-juan, els àvars emigrats a Europa serien una part dels huns heftalites, desposseïts dels seus dominis a Transoxiana, l'Ili i Bactriana el 565 pels turcs orientals.
La seva llengua, extinta, era d'arrels túrquiques. Una fracció del poble va emigrar al Caucas i es troben establerts actualment al Daguestan, i el seu territori s'anomena Avaristan (vegeu àvars).
Diverses troballes de l'art àvar, força semblants a les trobades a l'Ordos datades de l'època dels xiongnu, dels Juan-juan i dels turcs orientals, s'han excavat a Hongria, i en destaquen les troballes fetes a Keszthély, Csuny i Nemesvolgy, Pahipuszta, Csongrad i Szentes, Szilogyi-Somlio, Dunapentele, Ullö i Kiskörös. Es pensa que foren els àvars els que van introduir a Europa l'ús de les abraçadores.

## Origen

### Àvars i pseudoàvars
La primera referència clara a l'etnònim dels àvars prové de Prisc el Retòric (mort després del 472 dC). Prisc compte que, cap a l'any 463, els Šaraguros, onogurs i ogurs van ser atacats pels sabires, que havien estat atacats pels àvars. Al seu torn, els àvars havien estat espantats per persones que fugien de "els grius devoradors d'homes" que venien de l'"oceà" (Priscus Fr 40). Encara que els relats de Prisc proporcionen una certa informació sobre la situació etnopolítica a la regió Don-Kuban-Volga després de la desaparició dels huns, no es pot arribar a conclusions inequívoques. Denis Sinor ha argumentat que, siguin els qui siguin els "àvars" als quals es refereix Prisc, es diferenciaven dels àvars que apareixen un segle més tard, en l'època de Justinià (que va regnar del 527 al 565).
El següent autor que va parlar dels àvars, Menandre Protector, va aparèixer durant el segle vi, i va escriure sobre les ambaixades de Göktürk a Constantinoble en 565 i 568 dC. Els Turcs es van mostrar enfadats amb els bizantins per haver fet una aliança amb els àvars, als quals els turcs veien com els seus súbdits i esclaus. Turxanthos, un príncep turc, crida als àvars "varchonites" i "esclaus escapats dels turcs", que comptaven amb "uns 20 mil" (Menandre Fr 43).
Molts més detalls, encara que una mica confusos, provenen de Teofilacte Simocata, que va escriure cap a l'any 629, descrivint les dues últimes dècades del segle vi. En particular, afirma citar una carta de triomf del senyor turc Tamgan:
| «                                 | Perquè aquest mateix Chagan havia superat de fet al líder de la nació dels Abdali (vull dir, de fet, dels Heftalites, com se'n diu), el va conquistar i va assumir el govern de la nació. Llavors ell... va esclavitzar a la nació Avar. Però que ningú pensi que estem distorsionant la història d'aquests temps perquè suposi que els àvars són aquells bàrbars veïns d'Europa i Panonia, i que la seva arribada va ser anterior als temps de l'emperador Maurici. Els bàrbars del Ister van rebre el nom d'àvars per un error de denominació; l'origen de la seva raça serà revelat ben aviat. Així, quan els àvars van ser derrotats (perquè tornem al relat), alguns d'ells van escapar als que habiten Taugast. Taugast és una ciutat famosa, que està a un total de mil cinc-centes milles de distància dels quals es diuen turcs, ... Uns altres dels àvars, que van declinar a una fortuna més humil a causa de la seva derrota, van arribar als que es diuen Moukri; aquesta nació és la veïna més pròxima als homes de Taugast; Després els chagans es van embarcar en una altra empresa, i van sotmetre a tots els ogur, que és una de les tribus més fortes per la seva gran població i el seu entrenament armat per a la guerra. Aquests tenen els seus assentaments en l'est, al costat del curs del Til, que els turcs acostumen a anomenar Meles. Els primers líders d'aquesta nació es deien Var i Chunni; d'ells es va derivar també la seva nomenclatura, dient-se Var i Chunni. Després, mentre l'emperador Justinià estava en possessió del poder real, una petita part d'aquests Var i Chunni va fugir d'aquesta tribu ancestral i es va establir a Europa. Aquests es van autodenominar àvars i van glorificar al seu líder amb l'apel·latiu de Chagan. Declarem, sense apartar-nos en gens ni mica de la veritat, com els va arribar el mitjà de canviar el seu nom. Quan els barsils, onogurs, sabires, i altres nacions hunes a més d'aquestes, van veure que una part dels quals encara eren Var i Chunni havien fugit a les seves regions, es van sumir en un pànic extrem, ja que sospitaven que els colons eren àvars. Per aquesta raó, van honrar als fugitius amb esplèndids regals i van suposar que rebien d'ells seguretat a canvi. Llavors, després que els Var i els Chunni veiessin el bon començament de la seva fugida, es van apropiar de l'error dels ambaixadors i es van dir a si mateixos àvars: perquè entre les nacions escites es diu que la dels àvars és la tribu més adepta. De fet, fins als nostres dies, els pseudoàvars (ja que és més correcte referir-se a ells així) estan dividits en la seva ascendència, ja que alguns porten el nom consagrat de Var mentre que uns altres es diuen Chunni. | » |
| — Teofilacte Simocatta, Historiae | |   |

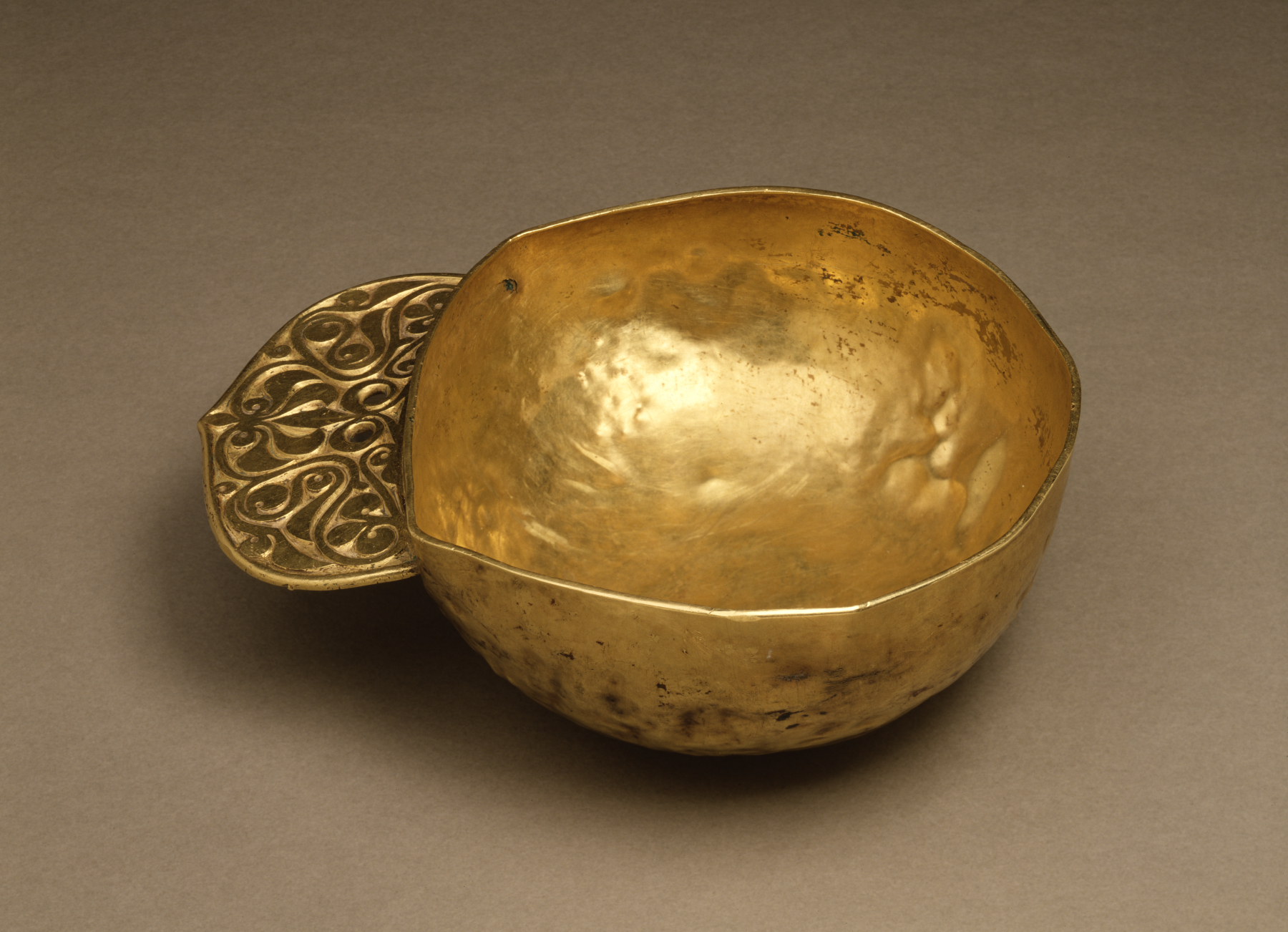
Bol d'or dels àvars, trobat a l'actual Albània.

Segons la interpretació de Dobrovits i Nechaeva, els turcs van insistir que els àvars eren només "pseudoàvars", per a presumir de ser l'única potència formidable en l'estepa euroasiàtica. Els Göktürks afirmaven que els "veritables àvars" continuaven sent lleials súbdits dels turcs, més a l'est. Un nom polític (A)Parell 𐰯𐰻 va ser efectivament esmentat en inscripcions en honor a Kul Tigin i Bilge Qaghan, no obstant això, en les fonts armènies (Eliseu Vardapet, Llàtzer de Farpe, i Sebeos) Apar sembla indicar "una àrea geogràfica (Khorasan), la qual cosa podria també insinuar una formació política una vegada allí"; a més, "'Apar-shar', és a dir, el país dels Apar va ser nomenat possiblement pels heftalites, aquests últims coneguts com 滑 MC ɦˠuɛt̚ > Ch.Huá en les fonts xineses. Així i tot, Apar no podria vincular-se als àvars europeus, sense perjudici de qualsevol vincle, si n'hi hagués, entre els heftalites i els rorans. A més, Dobrovits ha qüestionat l'autenticitat del relat de Teofilacte. Així, ha argumentat que Teofilacte va manllevar la informació dels relats de Menandre sobre les negociacions bizantí-turques per a satisfer les necessitats polítiques de la seva època, és a dir, per a castigar i ridiculitzar als àvars durant una època de tibants relacions polítiques entre bizantins i àvars (coincidint amb les campanyes de l'emperador Maurici al nord dels Balcans).

### Uar, Rouran i altres pobles d'Àsia Central
Segons alguns estudiosos, els àvars de Panonia es van originar en una confederació formada a la regió del mar d'Aral, pels Uar (també coneguts com els Ouar, Warr o Var) i els Xūn (Xionites) (també coneguts com els Chionitae, Chunni, Hunni, Yun i noms similars). Els uar eren probablement parlants d'una llengua uràlica anteriorment, mentre que els xionites havien estat probablement parlants de llengües i/o turques. Una tercera tribu afiliada anteriorment als uar i xionites, els heftalites, havia romàs al Central i el nord d'Àsia Meridional. En algunes transliteracions, el terme Var es tradueix com Hua, que és un terme xinès alternatiu per als heftalites. (Encara que una de les ciutats més importants per als heftalites era Walwalij o Varvaliz, també pot ser un terme iranià per a "fortalesa superior".) Els àvars de Pannònia també eren coneguts per noms com Uarkhon o Varchonites - que poden ser un portmanteau combinant Var i Chunni.
L'historiador del segle xviii Joseph de Guignes va postular un vincle entre els àvars de la història europea amb el kaganat de Rouran d'Àsia interior basant-se en una coincidència entre la carta de Tardan Khan a Constantinoble i els esdeveniments registrats en les fonts xineses, en particular el Wei Shu i el Bei Shi. Les fonts xineses afirmen que Bumin Qaghan, fundador del Primer Jaganat Turc, va derrotar als Rouran, alguns dels quals van fugir i es van unir al Wei Occidental. Més tard, el successor de Bumin, Muqan Qaghan, va derrotar als heftalites i als turcs Tiele. Superficialment, aquestes victòries sobre els tiele, els ruans i els heftalites es fan ressò d'una narració en el Teofilacte, que es vana de les victòries de Tardan sobre els heftalites, els àvars i els ogurs. No obstant això, les dues sèries d'esdeveniments no són sinònims: els fets d'aquest últim van tenir lloc durant el govern de Tardan, c. 580-599, mentre que les fonts xineses que es refereixen a la derrota turca dels rorans i altres pobles d'Àsia Central van ocórrer 50 anys abans, en la fundació del primer kanat turc. Per aquest motiu, el lingüista János Harmatta rebutja la identificació dels àvars amb els ruans.
Segons Edwin G. Pulleyblank, el nom Avar és el mateix que el prestigiós nom Wuhuan en les fonts xineses. Diversos historiadors, entre ells Peter Benjamin Golden, suggereixen que els àvars són d'origen túrquic, probablement de la branca ogur. Una altra teoria suggereix que alguns dels àvars eren d'origen tungúsic. Un estudi d'Emil Heršak i Ana Silić suggereix que els àvars tenien un origen heterogeni, que incloïa sobretot grups turcs (oghuric) i mongòlics. Més tard, a Europa, alguns grups germànics i eslaus es van assimilar als àvars. Van arribar a la conclusió que es desconeix el seu origen exacte, però afirmen que és probable que els àvars estiguessin originalment composts principalment per tribus túrquiques (ogurs).

### Dinàmica de l'imperi estepari i etnogènesi

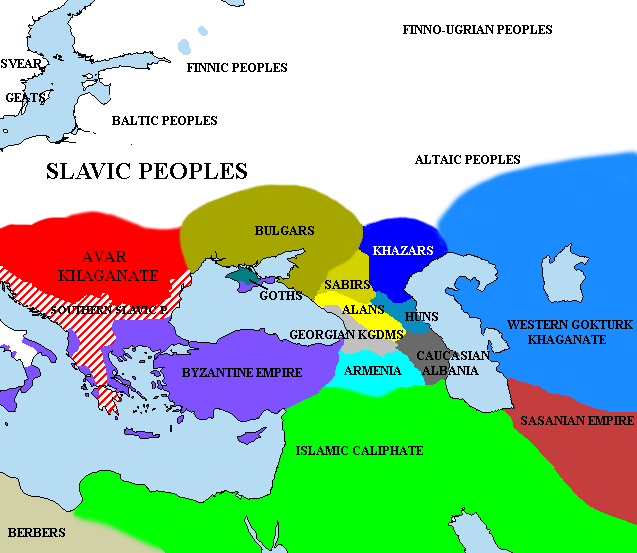
L'estepa pòntica, c. 650, mostrant els primers territoris dels jazars, els búlgars i els àvars.

En 2003, Walter Pohl va resumir la formació dels imperis nòmades:
1. Molts imperis esteparis van ser fundats per grups que havien estat derrotats en anteriors lluites de poder, però que havien fugit del domini del grup més fort. Els àvars eren probablement una facció perdedora prèviament subordinada a la (legítima) clan ashina en el kaganat turc occidental, i van fugir a l'oest del Dniéper.
2. Aquests grups solien ser d'origen mixt, i cadascun dels seus components formava part d'un grup anterior.
3. En el procés va ser crucial l'elevació d'un khagan, que significava una reclamació de poder independent i una estratègia expansionista. Aquest grup també necessitava un nou nom que donés un sentit d'identitat a tots els seus seguidors inicials.
4. El nom d'un nou grup de genets esteparis es prenia sovint d'un repertori de noms prestigiosos que no denotaven necessàriament cap afiliació directa o descendència de grups del mateix nom; en l'Alta Edat mitjana, els huns, els àvars, els búlgars i els ogurs, o els noms relacionats amb el -(o)gur (cutrigurs, utigurs, onogurs, etc.), eren els més importants. En el procés d'atribució de noms intervenen tant la percepció dels forasters com l'autodesignació. Aquests noms també estaven relacionats amb tradicions prestigioses que expressaven directament les pretensions i els programes polítics, i havien de ser referendats per l'èxit. En el món de l'estepa, on les aglomeracions de grups eren més aviat fluides, era vital saber com enfrontar-se a un poder recentment sorgit. La jerarquia simbòlica de prestigi expressada a través dels noms proporcionava una certa orientació tant a amics com a enemics.
Aquest punt de vista es reflecteix en hu. "L'etnogènesi dels pobles altmedievals d'origen estepari no pot concebre's de manera lineal única a causa del seu gran i constant mobilitat", sense que existeixi un "punt zero" etnogenètic, un "proto-poble" teòric o una proto-llengua. A més, la identitat dels àvars estava fortament lligada a les institucions polítiques àvares. Els grups que es van rebel·lar o van fugir del regne dels àvars mai van poder dir-se "àvars", sinó que van ser denominats "búlgars". Així mateix, amb la desaparició final del poder dels àvars a principis del segle ix, la identitat àvara va desaparèixer gairebé instantàniament.

### Antropologia

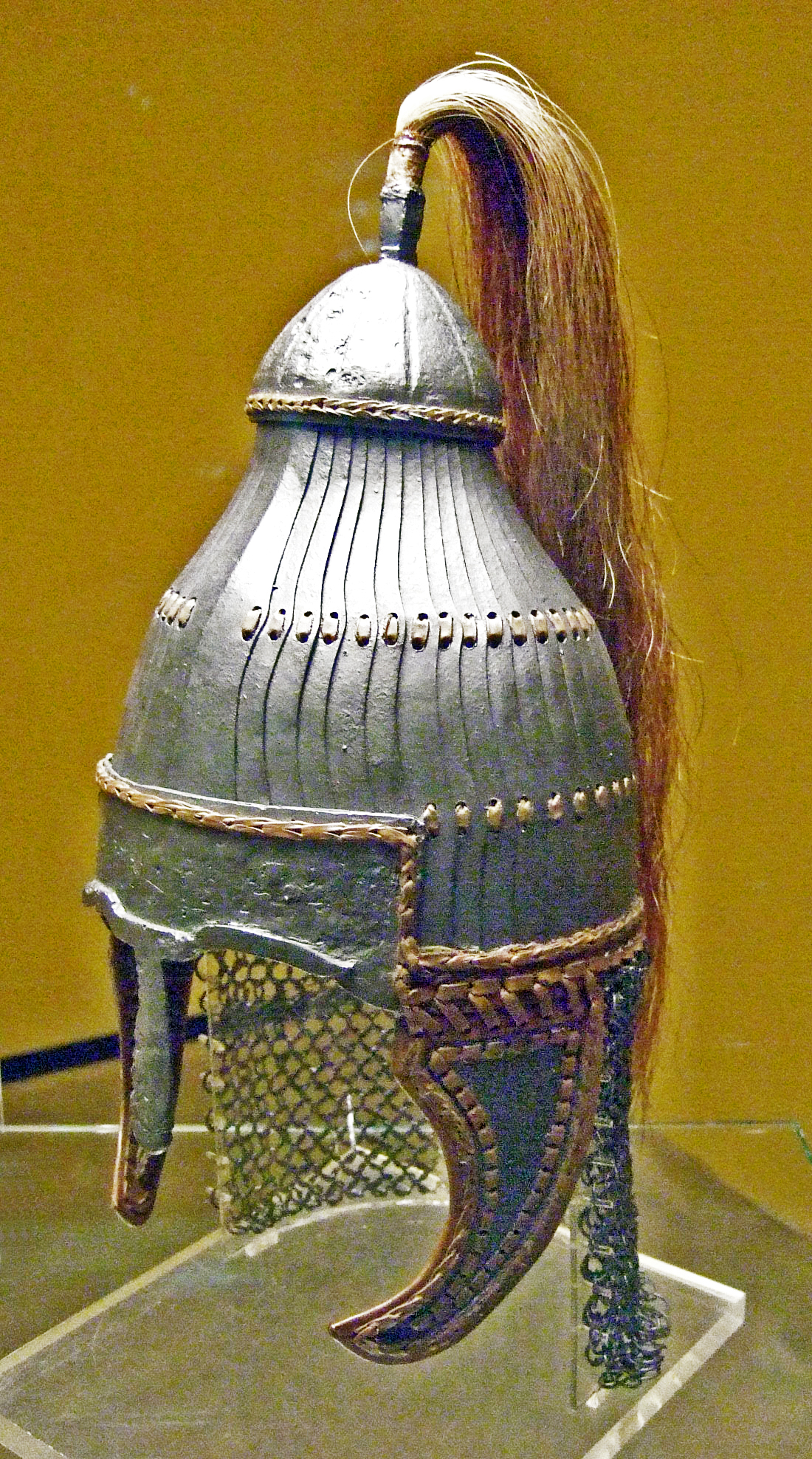
Reconstrucció d'un casc laminar de Niederstotzingen. Datat entre 560 i 600 dC. Es considera un casc laminar Avar.

En l'art contemporani, els àvars eren representats a vegades com a arquers muntats, cavalcant cap enrere sobre els seus cavalls. Segons els antropòlegs físics de mitjan segle xx, com Pál Lipták, les restes humanes de la primera època dels àvars (segle vii) tenien en la seva majoria trets "europoides", mentre que els objectes funeraris indicaven vincles culturals amb l'estepa euroasiàtica. Els cementiris datats a la fi del període àvar (segle viii) incloïen moltes restes humanes amb trets físics típics de persones d'Àsia oriental o euroasiàtics (és a dir, persones amb ascendència tant asiàtica com europea). En aproximadament un terç de les tombes dels àvars del segle viii  van trobar restes amb trets d'Àsia oriental o euroasiàtics. Segons Lipták, el 79% de la població de la Regió Danubi-Tisza durant el període àvar mostrava característiques europoides. No obstant això, Lipták va utilitzar termes racials que més tard es van rebutjar o es van considerar obsolets, com "mongoloide" per al nord-est asiàtic i "Turànida" per als individus d'ascendència mixta.) Diverses teories suggereixen que la classe dirigent dels àvars era de Tungúsic d'Àsia oriental o d'origen parcialment tungúsic.

### Genètica
Un estudi genètic publicat en Scientific Reports al setembre de 2016 va examinar l'ADNmt de 31 persones enterrades en la conca dels Carpats durant el període dels àvars, entre els segles VII i IX d.C. Es va descobrir que en la seva majoria eren portadors d'haplogrups europeus com l'H, el K, la T i l'U, mentre que prop del 15% portava haplogrups asiàtics com el C, el M6, el D41c i el F1a. El seu ADNmt va resultar ser principalment característic d'Europa de l'Est i del Sud.
Un estudi genètic publicat en el American Journal of Physical Anthropology en 2018 va examinar a 62 individus enterrats en els segles segle viii i segle ix d. C. en un enterrament àvar-eslau en Cífer-Pác, Eslovàquia. De les 46 mostres de ADNmt extretes, el 93,48% pertanyia a llinatges euroasiàtics occidentals, mentre que el 6,52% pertanyia a llinatges euroasiàtics orientals. La quantitat de llinatges euroasiàtics orientals era major que entre les poblacions europees modernes, però menor que el que s'ha trobat en altres estudis genètics sobre els àvars. L'ADNmt dels individus examinats va resultar ser bastant similar al dels eslaus medievals i moderns, i es va suggerir que la població mixta examinada havia sorgit a través de matrimonis mixtos entre homes àvars i dones eslaves.
Un estudi genètic publicat en Scientific Reports al novembre de 2019 va examinar les restes de 14 homes àvars. Onze d'ells van ser datats en el període Avar primerenc, i tres en el període Avar mitjà i tardà. Es va trobar que els onze homes àvars primerencs eren portadors dels haplogrups paterns N1a1a1a3 (quatre mostres), N1a1a (dues mostres), R1a1b2a (dues mostres), C2, G2a i I1. Els tres homes datats en el període Avar mitjà i tardà portaven els haplogrups paterns C2, N1a1a1a3 i E1b1a1b1a. En definitiva, en la seva majoria portaven "haplogrups I euroasiàtics orientals típics de les poblacions modernes del nord-est de Sibèria i buryat". Es va determinar que tots els àvars estudiats tenien ulls foscos i pèl fosc, i es va comprovar que la majoria d'ells eren principalment d'origen Àsia oriental.
Un estudi genètic publicat en Scientific Reports al gener de 2020 va examinar les restes de 26 individus enterrats en diversos cementiris d'elit dels àvars en la conca de Panonia datats en el segle vii. L' ADNmt d'aquests àvars pertanyia en la seva majoria a haplogrups d'Àsia Oriental, mentre que el ADN-Y era exclusivament d'origen asiàtic oriental i "sorprenentment homogeni", pertanyent als haplogrups N-M231 i Q-M242. Les proves suggereixen que l'elit dels àvars va ser en gran manera patrilineal i endògama durant un període d'al voltant d'un segle, i va entrar en la conca de Pannònia a través de migracions des d'Àsia oriental que van involucrar tant a homes com a dones. Un altre estudi de 2020, però de restes de Xiongnu a Àsia oriental, va descobrir que els Xiongnu tenien un considerable component d'ascendència "occidental" (relacionada amb l'Iran) i compartien uns certs haplotips paterns (N1a, Q1a, R1a-Z94 i R1a-Z2124) i materns amb els posteriors huns i àvars, i van suggerir sobre aquesta base que descendien dels Xiongnu, que al seu torn suggerien que descendien dels escites-siberians.
Un estudi genètic publicat en la revista científica Cell a l'abril de 2022 va analitzar 48 mostres de l'elit dels àvars de Pannònia de l'època primerenca, mitjana i tardana, i va descobrir que les primeres mostres de l'elit eren d'origen predominantment del nord-est d'Àsia, i al voltant d'un 20-30% d'ascendència no europea d'Euràsia Occidental (amb el llinatge patern predominant N1a1a1a3a-F4205, amb alguns subclados Q1a, Q1b, R1a, R1b i E1b), amb una forta afinitat amb els pobles moderns que habiten la regió des de les Muntanyes d'Altai fins a l'Amur, incloent-hi una mostra històrica del Khaganat de Rouran i les dels períodes Xiongnu-Xianbei en l'estepa d'Àsia oriental. Els individus de Avar van mostrar la seva major afinitat genètica amb els actuals pobles mongòlics i tungúsics, així com amb els nivkhs. Els primers individus de l'Elit Avar van mostrar la seva major afinitat genètica amb els actuals pobles mongòlics- i tungúsics, així com amb els nivjis. Les mostres posteriors de l'elit dels àvars van mostrar un augment de l'ascendència relacionada amb l'Iran, la qual cosa apunta a la continuació de les migracions des d'Àsia Central o a una població globalment heterogènia i a una mescla posterior. Les mostres no elitistes dels àvars eren, en general, pròximes o idèntiques a les poblacions preàvares de la conca dels Carpats, la qual cosa suggereix la migració d'un petit grup d'elit, que governava sobre una gran majoria local.
Un estudi genètic publicat en la revista científica Current Biology el maig de 2022 va examinar 143 mostres d'àvar de diversos períodes, incloent-hi elits i plebeus. Va confirmar el seu origen patern i matern del nord-est asiàtic, sent el N1a-F4205 el llinatge patern predominant i característic entre les mostres d'àvars d'elit, juntament amb els romanents locals i/o húnnic-irànics incorporats Q1a2a1, R1a-Z94 i E-V13. Autosòmicament, prop de la meitat de les mostres d'elit àvara "conservaven genomes mongols molt antics anteriors a l'Edat de Bronze, amb una ascendència [de l'antic nord-est asiàtic] d'aproximadament el 90%", i compartien una profunda ascendència amb els huns europeus, però encara que des del període dels primers àvars van començar a barrejar-se amb poblacions locals i immigrants relacionades amb els huns-iranians, "les persones amb diferents ascendències genètiques semblaven distingir-se, ja que les mostres amb genomes relacionats amb els huns estaven enterrades en cementiris separats". En general, les mostres d'àvar analitzades eren d'orígens diversos, i menys de la meitat tenien quantitats variables d'ascendència del nord-est d'Àsia. La major part del genoma dels àvars procedia de poblacions locals europees i no europees d'Euràsia occidental, presumiblement d'alans o altres pobles iranians de les estepes pòntic-caspianes. Els autors van concloure que els àvars descendien d'un grup divers, que incorporava ancestres xiongnu, huns i relacionats amb l'Iran.

## Història

Mapa mostrant la localització del Kanat dels àvars cap al 600 d. C.

En el regnat de Justinià I, vers el 557, els àvars van emigrar a Europa. Teofilacte diu que van empènyer les hordes dels Hunnougour i els Sabir. El rei dels alans, Sarosios, era el seu aliat. Justinià va rebre el seu ambaixador, Kandikh, que va demanar terres i tribut. Justinià, al seu torn, va enviar un ambaixador, Valentí, per instigar el seu gran kan a combatre les hordes, Hunnougour i Sabir o Viguri i Sabiri, i com a aliats romans d'Orient els van eliminar, igual que després els huns Kutrigur i els huns Uturgur, descendents del poble d'Àtila, que vivien, respectivament, al nord-oest de la mar d'Azov i a la desembocadura del Don, i que es van unir als àvars. El 560, dominaven des de la desembocadura del riu Volga a la del Danubi. Al nord d'aquest, van eliminar les tribus eslaves dels antes o ants (antes), eslovens i wendes; llavors, van penetrar a l'oest a Germània, però finalment foren derrotats en una batalla a Turíngia pel rei franc Sigebert I d'Austràsia (562), i es retiraren cap a la mar Negra.
Vers el 565, va pujar al tron un qaghan de nom Bayan (nom mongol). El 567, es va aliar als longobards de Panònia i junts van destruir els gèpides, poble germànic que vivia a Hongria i Transsilvània; ocuparen els seus territoris. Bayan va establir la capital prop de l'antiga capital d'Àtila. A l'oest, Bayan va retornar després del 570 a la guerra contra els francs i va derrotar Sigibert I d'Austràsia; una vegada aconseguida aquesta victòria, no tardarà a girar-se contra els romans d'Orient.
Els turcs (T'ou-kiue) es van queixar de l'aliança romana d'Orient-àvar i el qaghan turc Tardu va rebre (575-576), a l'alt Yulduz, al nord de Kutcha, l'ambaixador romà d'Orient Valentinos, per queixar-se. Els turcs els anomenaven ouarkhouni (varchonitae). Els turcs van enviar a l'estepa russa (576) un contingent militar manat per un general de nom Bokhan, que, aliat al darrer cap dels huns Uturgur, Anagaï, van atacar la ciutat romana d'Orient de Bosporos o Panticapea, prop de la moderna Kertx, a Crimea.
El 582, el qaghan Bayan va començar la guerra contra l'Imperi Romà, i conquerí Sírmium (Mitrovitsa), cap de pont sobre el Save. Sota pressió dels àvars, el poble dels búlgars, probablement d'ètnia turca i descendents dels huns Kutrigur, es van establir a Bessaràbia i a Valàquia, des d'on, a l'arribada dels magiars, van emigrar després a Mèsia (que va esdevenir part del país dels búlgars o Bulgària). Bayan va conquerir Singidum (Belgrad) i va saquejar la Mèsia fins a Anquialos (prop de Burgàs). El 587, fou derrotat pels romans d'Orient prop d'Adrianòpolis, i per un temps va restar quiet, però el 592 tornava a l'atac ocupant Anquialos i assolant Tràcia fins a Tzurulu (Tchorlu). El general romà d'Orient Prisc va derrotar altre cop els àvars, va creuar el Danubi i va atacar el cor de l'imperi a la moderna Hongria, derrotant l'enemic completament a la vora del Theiss o Tisza, matant quatre dels fills del qaghan (601). Bayan va morir a l'any següent (602).
El nom del successor no és conegut, però es va dirigir primer contra Itàlia, que en aquell moment estava governada pels longobards, que, aprofitant la seva emigració, ja havien arrabassat Panònia. El 610 van saquejar el Friule. El 619 es van acostar fins a les portes de Constantinoble. L'emperador Heracli va negociar amb el rei àvar, que va accedir a la retirada; l'emperador va anar al campament del bàrbar per negociar la treva definitiva; com que el rei àvar havia donat paraula de parar les hostilitats, les portes de la ciutat es van obrir i molta gent va sortir per veure l'entrevista. Només arribar l'emperador al campament àvar, fou rodejat per la guàrdia àvara, però es va poder escapar fuetejant el seu cavall i passant per entre la seva gent que van dificultar els moviments de la guàrdia dels àvars, aconseguint tornar a la ciutat, però els habitants que havien sortit foren massacrats o fets presoners. Els àvars es van retirar amb 250.000 presoners cap al seu país darrere el Danubi. Llavors van devastar les terres d'Il·líria, entre el Danubi i la mar Adriàtica, i les fronteres d'Itàlia. Aquestes terres imperials foren concedides per l'emperador com a feus imperials als dux dels eslaus (serbis i croats), amb l'obligació de defensar el territori contra els àvars amb els quals aviat es va signar un tractat de pau (vers 620).
Les hostilitats dels romans amb Còsroes II de Pèrsia van donar ocasió als àvars de reprendre la guerra. Perses i àvars es van aliar per assetjar Constantinoble i el 626 els àvars atacaven Tràcia assetjant la ciutat al juny, al mateix temps que els perses sota comandament de Sarbar (Chahrvaraz) avançaven per Àsia Menor cap a la capital (juliol). Llavors, estava Heracli acampat al riu Halis i tothom esperava que aniria en ajut de la capital, però va fer just el contrari; va enviar el seu fill Teodor amb un exèrcit per envair Mesopotàmia, que estava defensada pel general persa Sais, i ell mateix, amb el gros de l'exèrcit, es va dirigir al Caucas on es va reunir amb Ziebel, el kan dels khàzars; probablement fou llavors quan els grecs van foragitar la guarnició persa de Tiflis i van posar el Regne d'Ibèria sota protectorat romà d'Orient. Units grecs i khàzars, van reunir un gran exèrcit; els khàzars van envair Mèdia i els grecs (amb 50.000 auxiliars khàzars) ven entrar a Assíria. Mentre Constantinoble, dirigida pel patriarca Sergi i el patrici Bonus, resistia bé l'assetjament, ja que els atacants no tenien vaixells i ni podien atacar per mar ni podien reunir les seves forces, una a cada costat del Bòsfor, els àvars van intentar l'assalt sense èxit del 31 de juliol al 3 d'agost i es van retirar (4 d'agost) després de patir algunes derrotes parcials, i Sarbar (Chahrvaraz), que estava assetjant Calcedònia, va quedar amb el risc de veure tallada la seva retirada cap a Pèrsia. El qaghan va morir el 630 i els búlgars, vassalls àvars, van demanar que el càrrec passés al seu kan, Kubrat; els àvars van haver de combatre amb les armes la pretensió a l'hegemonia dels búlgars, però aquests van quedar amos de Valàquia i la moderna Bulgària, mentre els eslaus s'apoderaven del territori entre el Danubi i el Save. Els àvars van subsistir a la plana hongaresa fins al segle viii i començament del IX.
L'agost del 791, Carlemany va fer campanya al país àvar, i va penetrar fins a la confluència del Danubi i el Raab. El 795 el seu fill Pipí, ajudat per Eric, duc de Friul, va atacar la fortalesa àvar, el ring, i es va apoderar de part del tresor dels kaghans amb tot el saquejat durant dos segles. El 796, en la tercera campanya, Pipí va arrasar el ring i es va emportar la resta del tresor. Un cap àvar amb el títol turcomongol de tudun, va anar el 795 a batejar-se a Aix-la-Chapelle. El 799, aquest tudun es va revoltar contra el domini franc, però, reprimit, el va substituir un cap àvar anomenat Zodan, que el 803 va anar a la cort imperial a fer acte de submissió. El 805 regnava sobre els àvars, com a vassall de Carlemany, un qaghan de nom Teodor.
Després d'aquestes derrotes, els àvars ja no es podien defensar d'eslaus i búlgars. Al final del regnat de Carlemany, van obtenir l'autorització per emigrar sota Teodor a la Panònia occidental entre Carnuntum i Sabaria. Al final del segle ix, l'antiga Avària estava repartida entre l'anomenat imperi de Gran Moràvia de Sviatopolk (+ 895), que incloïa Bohèmia i Panònia, i el kanat dels búlgars, que dominaven l'Hongria del sud, Valàquia i Bulgària; la tribu búlgara dels Onoghundur o Onogur, que haurien donat nom a Hongria, ocupava la regió a l'est i sud dels Carpats.